# Giappone ai Giochi della VII Olimpiade
Il Giappone ha partecipato ai Giochi della VII Olimpiade di Anversa con una delegazione di 15 atleti tutti uomini, suddivisi in 4 discipline.

## Medaglie
| Medaglia | Atleta                          | Sport  | Evento             |
| -------- | ------------------------------- | ------ | ------------------ |
| Argento  | Ichiya Kumagae                  | Tennis | Singolare maschile |
| Argento  | Ichiya Kumagae Seiichiro Kashio | Tennis | Doppio maschile    |

### Medagliere per discipline
| Sport  | Oro | Argento | Bronzo | Totale |
| ------ | --- | ------- | ------ | ------ |
| Tennis | 0   | 2       | 0      | 2      |
| Totale | 0   | 2       | 0      | 2      |